# Hokushin-ron

Mapa do Hoshuko-ron: planos dos japoneses para um possível ataque à União Soviética. Datas indicam o ano que o Japão ganhou o controle do território.

"Doutrina de Expansão para o Norte" (北進論, Hokushin-ron ou "Caminho do Norte") foi uma doutrina política do Império do Japão  pré-Segunda Guerra Mundial que afirmava que a Manchúria e a Sibéria eram esfera de interesse do Japão e que o potencial valor para o Japão da expansão econômica e territorial nessas áreas era maior do que em outros lugares. Gozava de amplo apoio do Exército Imperial Japonês durante o período entre guerras, porém seria abandonada em 1939 depois da derrota militar na frente mongol nas Batalhas de Khalkhin Gol (conhecidas no Japão como Incidente de Nomonhan). Foi substituída pela política rival diametralmente oposta, a "Doutrina de Expansão para o Sul" (南進論, Nanshin-ron ou "Caminho do Sul"), que considerava o Sudeste da Ásia e as Ilhas do Pacífico como esfera de influência econômica e política do Japão e visava adquirir os recursos das colônias europeias, ao mesmo tempo neutralizando a ameaça das forças militares ocidentais no Pacífico.

## Origem
Desde a Primeira Guerra Sino-Japonesa em 1890, a Hokushin-ron passou a dominar a política externa japonesa. Orientou tanto a invasão japonesa de Taiwan (1895) como o Tratado Japão-Coreia de 1910, que anexou a Coreia para o Japão.  Depois da Guerra Russo-Japonesa (1904-1905), o Marechal de Campo Príncipe Yamagata Aritomo, um político e arquiteto ideológico militar do Hokushin-ron, traçou as linhas de uma estratégia defensiva contra a Rússia. A fevereiro de 1907, as diretrizes da Defesa Nacional Imperial concebeu duas estratégias: Nanshin Hokushin Ron (defesa no Sul e avanço no Norte) e Hokushu Nanshin Ron (defesa no Norte e avanço no Sul).  Houve uma intensa discussão no Japão sobre as duas teorias divergentes.   Após a Primeira Guerra Mundial, tropas japonesas foram implantadas como parte da Intervenção na Sibéria durante a Guerra Civil Russa, com a esperança de que o Japão poderia se livrar de qualquer futura ameaça russa ao enviar tropas a Sibéria e formar um Estado tampão independente.  As tropas japonesas permaneceriam até 1922, fomentando a discussão pelos planejadores estratégicos japoneses da ideia de ocupação japonesa permanente da Sibéria a leste do Lago Baikal. 